# Плугова
Плугова (рум. Plugova) — село у повіті Караш-Северін в Румунії. Входить до складу комуни Мехадія.
Село розташоване на відстані 301 км на захід від Бухареста, 52 км на південний схід від Решиці, 124 км на південний схід від Тімішоари, 135 км на північний захід від Крайови.

## Населення
За даними перепису населення 2002 року у селі проживали 970 осіб, з них 966 осіб (99,6%) румунів. Рідною мовою 967 осіб (99,7%) назвали румунську.